# Baby Driver
Pour les articles homonymes, voir Baby.
Pour plus de détails, voir Fiche technique et Distribution.
Baby Driver, ou Baby le chauffeur au Québec, est un film d'action britannico-américain écrit et réalisé par Edgar Wright, sorti en 2017.
Le rôle-titre est interprété par Ansel Elgort, qui incarne un jeune homme féru de musique devant travailler comme chauffeur pour un gang de braqueurs qui tente de sortir de la vie criminelle lorsqu'il rencontre la fille de ses rêves en la personne d'une jeune serveuse (Lily James). Pour les autres rôles, Kevin Spacey incarne le chef du gang tenant le héros sous sa coupe, tandis que Jon Hamm, Jamie Foxx et Eiza González prêtent leurs traits aux membres du groupe de braqueurs. Eric Fellner et son partenaire de Working Title Films, Tim Bevan, produisent le film en association avec Nira Park de Big Talk Productions. Sony et TriStar Pictures se sont chargés de la distribution du film. Baby Driver a été financé par un partenariat entre TriStar Pictures et Media Rights Capital.
Le film est un projet de passion de longue date que Wright développait depuis plus de deux décennies. Il a bien imaginé cette idée dans sa jeunesse, et sa première expérience en tant que réalisateur a également façonné ses ambitions pour Baby Driver. À l'origine basé à Los Angeles, Wright a ensuite revu le cadre du film à Atlanta, en intégrant la ville dans le dispositif de narration. Le tournage s'est déroulé à Atlanta sur une période de quatre mois, de février à mai 2016. La production impliquait la planification de cascades, de chorégraphies et de prises de vues méticuleusement coordonnées. Les critiques ont examiné le sujet de Baby Driver dans des études thématiques du film, soulignant notamment son intérêt pour l'évolution de la moralité du protagoniste et son utilisation du symbolisme de la couleur.
Baby Driver a été présenté pour la première fois au festival South by Southwest le 11 mars 2017 et est sorti en salles le 28 juin de la même année aux États-Unis et au Royaume-Uni. Il a été bien accueilli par les médias et les critiques, bien que le développement des personnages et l'écriture de scénario aient fait l'objet de critiques occasionnelles. Le National Board of Review l'a sélectionné parmi les meilleurs films de l'année. Ses recettes mondiales ont atteint 226 millions de dollars, renforcées par un soutien de bouche-à-oreille positif et un intérêt déclinant pour les franchises à grand succès. Baby Driver a été candidat à de nombreuses récompenses, dont trois Oscars (meilleur film, meilleur son et meilleur mixage), deux BAFTA, deux Critics Choice Awards et un Golden Globe du meilleur acteur dans un film musical ou une comédie musicale pour Elgort. Le long-métrage a remporté plusieurs autres honneurs, principalement pour ses réalisations techniques. Le succès de Baby Driver a accru l'intérêt des studios pour la production d'une suite.

## Synopsis
Baby est chauffeur pour un gang de braqueurs à Atlanta. Enfant, il a survécu à un accident de voiture au cours duquel ses parents furent tués, mais qui lui cause des acouphènes qu'il atténue en écoutant de la musique. Il travaille dorénavant pour Doc, un chef de gang, afin de rembourser une dette en compensation de lui avoir volé une voiture. Entre deux jobs, il fait des remixes de conversations enregistrées et prend soin de son père adoptif atteint de surdité, Joseph. Un jour, il fait la rencontre de la jeune et jolie Debora, serveuse d'un diner, avec laquelle il sympathise avant d’en tomber amoureux. Lors d'un nouveau « boulot » avec le gang, au cours duquel il a été poursuivi par un témoin armé ainsi que par la police avant de parvenir à s'échapper, Baby quitte le monde du crime après avoir payé sa dette auprès de Doc et devient livreur de pizzas. Alors qu'il a invité Debora au restaurant, Baby, pensant fuir un monde qui ne lui ressemble pas, a la désagréable surprise de revoir Doc, qui interrompt leur dîner. Ce dernier contraint le jeune homme à participer à un autre coup en dévalisant un bureau de poste, sous peine de s'en prendre à Debora et Joseph.
Doc réunit l'équipe prévue pour le braquage. Outre Baby, le gang est composé de Buddy, ancien banquier de Wall Street déchu et toxicomane, accompagné de son épouse, la tireuse d'élite Darling. Bats, homme de main sadique et impitoyable de Doc à la gâchette facile, complète le groupe et n'hésite pas à s'en prendre à Baby. Alors que celui-ci et le trio de braqueurs se rendent à un lieu de rendez-vous pour acheter des armes à feu, Bats reconnaît l'un des interlocuteurs comme étant un policier, il ouvre le feu et tous les revendeurs sont abattus durant la fusillade. Peu après, Bats demande à Baby de s'arrêter au diner où travaille Debora. Bats ignore toutefois l’histoire d’amour entre elle et Baby, qui fait mine de ne pas la connaître. Conscient de sa dangerosité, Baby empêche Bats d'abattre la jeune serveuse sous le seul prétexte de ne pas la payer.
De retour à leur planque, Doc est furieux que les revendeurs, des flics ripoux travaillant pour lui, aient été tués, et décide d'annuler le casse; mais Bats, Buddy et Darling ne sont pas d'accord. Doc laisse la décision finale à Baby qui choisit d'aller jusqu'au bout. Alors que tout le monde dort, Baby tente de s'enfuir dans l'espoir de quitter Atlanta avec Debora, mais Buddy et Bats le surprennent et croient qu'il est un indic à cause de ses enregistrements. Toutefois, Baby est mis hors cause quand Doc et le groupe constatent qu'il fait bien des mixtapes avec ses enregistrements. Après s’être innocenté, Baby se prépare au braquage avec le trio. Lors du casse, voyant une des caissières du bureau de poste avec laquelle il avait parlé durant les repérages, il parvient à l'empêcher de rentrer dans la poste. Toutefois, le hold-up se passe mal car Bats tue l'un des gardes. Dégoûté par l'acte de Bats, Baby refuse de démarrer la voiture et se fait frapper par ce dernier. Excédé, Baby fonce avec sa voiture dans une camionnette avec remorque où se trouve une barre d'armature qui empale Bats, le tuant sur le coup. Avec Buddy et Darling, Baby se trouve contraint de fuir à pied. Lorsque Darling est abattue par la police, Buddy reproche sa mort à Baby et le poursuit pour l'éliminer. Le jeune homme réussit toutefois à lui échapper en volant une voiture avec le butin du casse et se rend dans son appartement où il retrouve Joseph, qui a été tabassé, mais est toujours vivant. Baby dépose Joseph dans une maison de retraite pour le mettre en sûreté avant de rejoindre Debora dans le diner, mais il découvre que Buddy l'attendais sur les lieux. Comprenant le danger, Baby tire sur Buddy et l’atteint à l'épaule et s'enfuit avec Debora alors que des renforts de police débarquent au restaurant.
À la planque, Baby demande de l'aide à Doc, qui refuse. Mais, ému en voyant Debora le consoler, Doc décide de lui fournir de l'argent et un moyen de sortir du pays. Des policiers les surprennent dans le parking, mais Doc les abat tous. Buddy leur tend une embuscade avec une voiture de police volée et tue Doc. Un jeu du chat et de la souris s'ensuit jusqu'à ce que Buddy ait Baby à sa merci. Il tire près des oreilles de Baby, lui fait éclater les tympans et l'assourdit, mais il est surpris par Debora qui l'attaque à l’aide d'un pied de biche. Baby récupère un pistolet tombé et tire à nouveau sur Buddy, cette fois-ci à la jambe. La blessure désequilibre Buddy, qui fait une chute mortelle depuis le parking sur la voiture de police en flammes.
En fuite, Baby se rend aux policiers après que Debora et lui se soient retrouvés devant un barrage routier. Joseph, Debora et d'autres personnes témoignent en faveur de Baby à son procès. Il est condamné à vingt-cinq ans de prison et peut obtenir une libération conditionnelle après avoir purgé une peine de cinq ans. Debora reste en contact avec Baby pendant son incarcération et, une fois qu’il est libéré, elle l'attend dans une nouvelle voiture à sa sortie de prison.

## Fiche technique
- Titre original et français : Baby Driver
- Titre québécois : Baby le chauffeur
- Réalisation et scénario : Edgar Wright
- Musique : Steven Price
- Direction artistique : Justin O'Neal Miller
- Décors : Lance Totten
- Costumes : Courtney Hoffman
- Photographie : Bill Pope
- Montage : Paul Machliss
- Production : Tim Bevan, Eric Fellner et Nira Park
  - Production déléguée : James Biddle, Liza Chasin, Adam Merims et Michelle Wright
- Sociétés de production : TriStar Pictures, Media Rights Capital et Working Title Films
- Sociétés de distribution : TriStar Pictures (États-Unis), Sony Pictures Releasing France (France)
- Pays de production :  États-Unis /  Royaume-Uni
- Langues originales : anglais et langue des signes américaine
- Format : couleur - 2,35:1 - 35 mm - son Dolby Atmos
- Budget : 34 000 000 $[1]
- Genre : action, drame, film musical et thriller
- Durée : 113 minutes
- Dates de sortie[2] :
  - États-Unis : 11 mars 2017 (festival du film de South by Southwest) ; 28 juin 2017 (sortie nationale)
  - Royaume-Uni : 28 juin 2017
  - Suisse : 4 juillet 2017 (Festival international du film fantastique de Neuchâtel 2017)
  - France : 19 juillet 2017
- Classification : 
  - États-Unis : R (Restricted)[3]
  - France : tous publics avec avertissement[4]

## Distribution
Source et légende : version française (VF) sur RS Doublage ; version québécoise (VQ) sur Doublage.qc.ca
- Ansel Elgort (VF : Gauthier Battoue ; VQ : Gabriel Lessard) : Miles dit « Baby »
- Kevin Spacey (VF : Gabriel Le Doze ; VQ : Pierre Auger) : Doc
- Lily James (VF : Alexia Papineschi ; VQ : Kim Jalabert) : Debora
- Jon Hamm (VF : Jérémie Covillault ; VQ : Patrick Chouinard) : Jason van Horn, dit « Buddy »
- Jamie Foxx (VF : Jean-Baptiste Anoumon ; VQ : Benoit Éthier) : Leon Jefferson III, dit « Bats »
- Eiza González (VF : Claire Morin ; VQ : Catherine Brunet) : Monica Castillo (Alicia en VF) dite « Darling »
- Jon Bernthal (VF : Benjamin Penamaria ; VQ : Frédérik Zacharek) : Griff
- Flea (VQ : Antoine Durand) : Eddie dit « Pas-de-Pif » (Sans-Nez en VQ)
- Sky Ferreira : La mère de « Baby »
- Lanny Joon (en) (VF : Jérémy Bardeau ; VQ : Martin Watier) : J. D.
- CJ Jones : Joseph
- Big Boi : Le patron de restaurant #2
- Killer Mike : Le patron de restaurant #2
- Paul Williams (VF : Michel Mella) : Le « charcutier »
- Jon Spencer : Le garde de la prison
- Walter Hill (VF : Jean-Alain Velardo) : L'interprète au tribunal
- John Krasinski (VF : Stéphane Pouplard) (caméo vidéographique, extrait du film Pas si simple)
- Brad Pitt (VF : Éric Herson-Macarel) (caméo vidéographique, extrait du film Fight Club)
- Billy Crystal, extrait du film Monstres et Cie.

## Production

### Genèse et développement

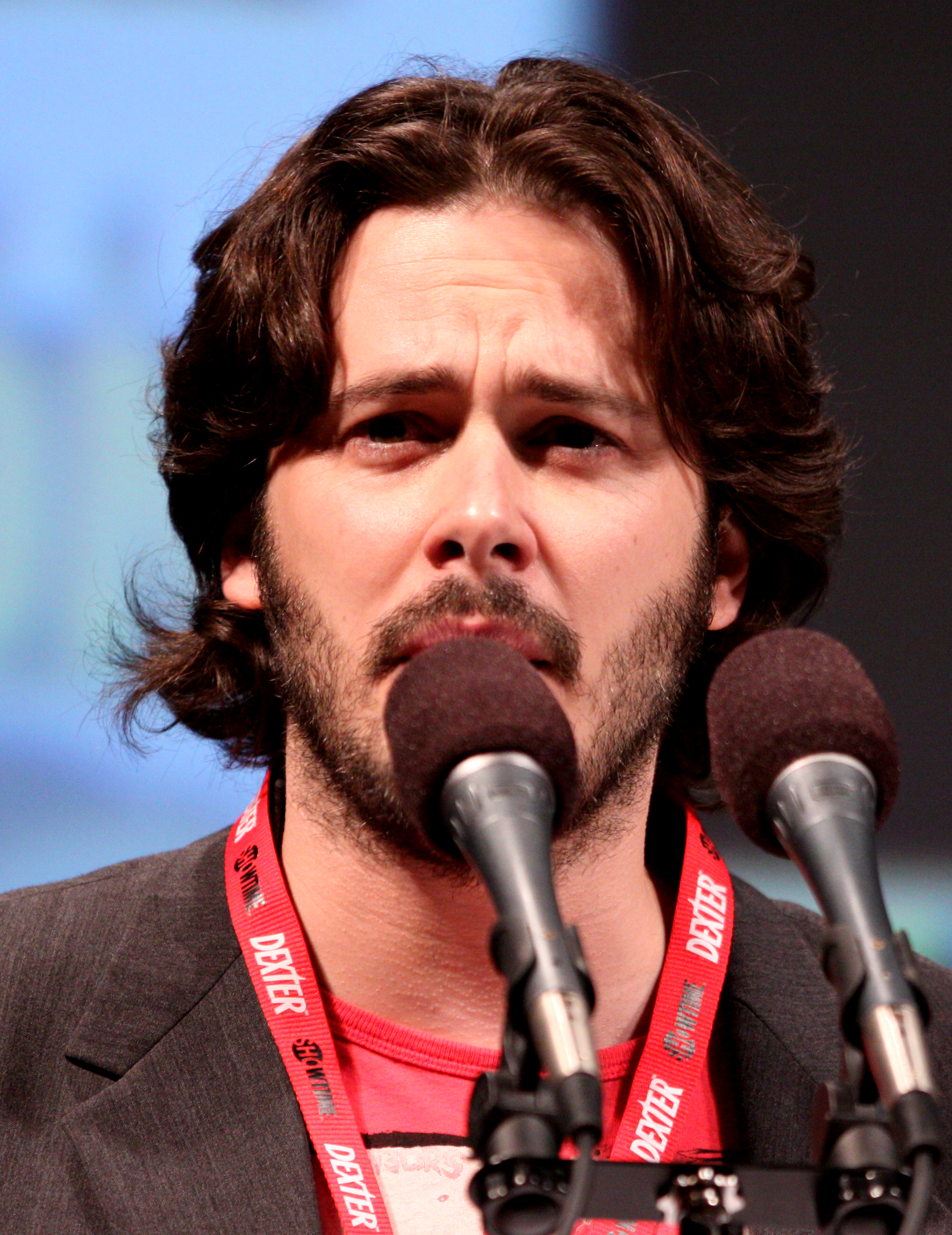
Edgar Wright en 2010.

Baby Driver est un projet de longue date qu'Edgar Wright développait depuis 1995, lorsque le réalisateur et scénariste était un cinéaste en difficulté âgé de 21 ans vivant dans la banlieue de Londres,,. Il s'était installé à Londres pour terminer son premier film professionnel, la comédie à petit budget A Fistful of Fingers, et pour envisager son avenir dans le divertissement. Wright a écouté à plusieurs reprises Orange (1994), le quatrième album studio de Jon Spencer Blues Explosion, qui a donné l'impulsion à Baby Driver. Au début, il envisageait une poursuite en voiture à grande vitesse, qui a ensuite évolué en une séquence complète dans laquelle le pilote en fuite dansait dans la voiture de "Bellbottoms" avant sa poursuite. Bien que cela ait finalement été écrit dans le scénario comme séquence d'ouverture du film, la vision naissante de Wright était loin d'être un projet entièrement réalisé.
Avec un budget de 25 000 £, Wright a développé le clip vidéo de Blue Song de Mint Royale en 2003, mettant en scène une histoire tirée de son premier concept de Baby Driver. La vidéo est devenue un succès inattendu et bien que satisfait de son travail, Wright était frustré d'avoir cannibalisé une idée qui, à son avis, avait un potentiel énorme,. Rétrospectivement, il admet que son vidéoclip était une entreprise importante car il fournissait la preuve de concept pour Baby Driver. La sortie du premier long métrage majeur de Wright, Shaun of the Dead (2004), était un autre catalyseur important non seulement pour sa direction artistique, mais pour marquer le début d'une relation de travail à long terme entre Wright et les producteurs de Working Title, qui l'ont aidé dans le développement de Baby Driver. En 2007, après avoir signé un accord multi-images avec Working Title et une vision plus claire du projet, le scénariste-réalisateur a rencontré Steven Price pour discuter des premières idées musicales de Baby Driver . La rédaction d'une histoire a commencé autour de la sortie de Scott Pilgrim (2010), mais la pré-production du film est bloquée alors que les autres projets de Wright, Le Dernier pub avant la fin du monde (2013) et le projet à venir Ant-Man (2015), pour lequel il avait déjà préparé un scénario avec Joe Cornish - avaient préséance. Le travail a repris immédiatement après le départ de Wright de Ant-Man, lorsque le studio a commencé à rassembler sa liste d'acteurs et son personnel technique avant de tourner. En préparation au projet, Wright a passé du temps avec des criminels de carrière à Los Angeles et à Londres pour développer une représentation précise du travail d'un braqueur de banque dans la vie réelle.
Wright, Paul Machliss, monteur principal du film, et Evan Shiff, monteur à Los Angeles, ont mis au point un pré-montage de Baby Driver avec des animatiques en début de production. Avec Avid Media Composer, Machliss était chargé de synchroniser chaque animation avec la bande son correspondante. Wright et lui entretenaient déjà une relation professionnelle entre eux depuis Scott Pilgrim et Le Dernier Pub avant la fin du monde. En outre, Machliss a travaillé sur le plateau, ce qui était inhabituel étant donné que les monteurs sont rarement présents dans le plateau de production de la plupart des films.

### Attribution des rôles
| |  |  |
| Les acteurs principaux Ansel Elgort et Lily James à la première australienne du film en juillet 2017. |  |  |

Edgar Wright et les producteurs de Working Title Films ont commencé à envisager le rôle principal bien avant d’obtenir des fonds pour Baby Driver. Ansel Elgort, John Boyega et Logan Lerman faisaient partie des nombreux candidats potentiels retenus pour le rôle-titre,. Elgort a auditionné pour le rôle parce qu'il a trouvé le scénario convaincant. L’acteur a auditionné à plusieurs reprises, mais a été embauché après une audition enregistrée en synchronisation labiale et dansant sur le titre Easy des Commodores. Wright était tellement convaincu que l'audition a été modifiée dans la version finale de Baby Driver,. Wright a expliqué sa sélection d'Elgort : « Il y a dans Ansel un élément d'une vieille âme et c'est quelque chose que je pensais être lié à ce que j'avais déjà écrit ». Kevin Spacey intègre le casting officiellement en novembre 2015 dans le rôle du chef de gang. Emma Stone était pressentie pour incarner Debora lorsque le film fut en développement. Lily James a auditionné pour jouer le rôle principal féminin du film parce qu'elle se sentait obligée par la bande-son et la direction du scénario. Lorsqu'elle a été interrogée sur les similitudes entre Debora et elle-même, l'actrice a répondu : « J'aime la musique. Je suis un peu rêveuse. Je pense que je suis impulsive. Je pense que Debora a choisi de s'enfuir avec ce mec qu'elle connaît à peine plutôt que de rester au milieu de ce boulot dans un restaurant [...], je pense que je suis impulsive de cette façon aussi. Et je suis loyale ». James est finalement choisie pour le rôle de Debora.
Pour Buddy, Wright le considérait comme un personnage masculin fort à la Steve McQueen dans Guet-apens et George Clooney dans Hors d'atteinte - un esclave, beau, mais beaucoup plus sinistre. L'auteur-réalisateur a conçu le personnage avec Jon Hamm à l'esprit, un ami de longue date et fan de son travail, il est le seul acteur dans Baby Driver dont le personnage a été écrit spécialement pour lui. Les deux hommes se sont rencontrés pour la première fois lors de l'after-party du Saturday Night Live en 2008,. Hamm a participé à une table de lecture plusieurs années avant que Baby Driver ne soit commandé par un studio.
Jamie Foxx était un choix de casting recommandé à Wright, même s'il avait des réserves et estimait que l'acteur ne serait pas enthousiaste dans un rôle de soutien, celui de Bats. Foxx était cependant fasciné par la direction artistique du film et avait rejoint le projet grâce au soutien de Quentin Tarantino. Il a modelé Bats d'après un ami de longue date rencontré dans un club de comédie à Los Angeles dans sa jeunesse. Le personnage de Darling, vu comme formant avec Buddy forment un couple extrêmement intime entre Bonnie et Clyde. La décrivant comme une femme insipide, « une escroc de l'espace qui n'a aucun attachement à la réalité », Eiza González s'intéresse à Darling parce qu'elle la voyait comme un personnage féminin fort, disant « Je pense qu'elle a un acier intérieur qui est très formidable. C'est une femme très protectrice, et chaque fois qu'elle voit son amour menacé, elle devient une lionne ». L'actrice rejoint la production en décembre 2015.
Jon Bernthal obtient le rôle de Griff. L'acteur pensait que les criminels étaient trop souvent stéréotypés comme incompétents dans les médias. Par conséquent, pour se préparer à son rôle, l'acteur a consulté des criminels de carrière dans le monde réel afin de mieux cerner son personnage et le fonctionnement interne du crime organisé. Il a déclaré dans une interview: « Il y a vos idiots qui tiennent une place et se font prendre parce qu'ils laissent leur porte-monnaie là-bas, mais il y a des criminels géniaux qui se présentent tous sous différentes formes et tailles et à différents niveaux d'intellect. Je pense qu'il y a sont des gens avec un vrai talent et des gens qui le prennent très au sérieux, et c'est le genre de personnes avec qui j'ai parlé ».
Pour le rôle du père adoptif de Baby, la directrice de casting, Francine Maisler, a été chargée de recruter un acteur qualifié pour jouer Joseph. Bien que CJ Jones soit significativement plus jeune que le rôle demandé, il a été embauché parmi une poignée d'acteurs potentiels, dont la plupart n'étaient pas sourds. Jones a choisi de ne pas utiliser d'interprète de plateau avant la fin de la production. Il a également aidé Elgort à perfectionner sa langue des signes américaine avec un tuteur sur le plateau.
Les autres membres de la distribution incluent Flea comme Eddie, Lanny Joon comme JD, Sky Ferreira comme la mère biologique de Baby, Lance Palmer comme le père biologique de Baby, Big Boi et Killer Mike comme les patrons du restaurant, Paul Williams comme le « charcutier » et Jon Spencer comme gardien de prison.

### Tournage
Le tournage débute le 17 février 2016 et s'achève le 13 mai 2016,. Il a lieu dans l'État de Géorgie (Atlanta et Dunwoody) et à La Nouvelle-Orléans.

### Musique
La musique du film est composée par Steven Price. L'album commercialisé par Columbia / 30th Century contient cependant des chansons présentes dans le film, dont certaines sont produites par Danger Mouse. Outre des chansons de Queen, Blur ou encore The Beach Boys, on y retrouve trois titres inédits : Easy de Sky Ferreira (reprise de la chanson des Commodores qui figure aussi sur l'album), Was He Slow? de Kid Koala et Chase Me de Danger Mouse featuring Run the Jewels et Big Boi. Ce dernier morceau reprend un sample de Bellbottoms de Jon Spencer Blues Explosion, également présent sur l'album.
| Liste des titres | Liste des titres                      | Liste des titres                                | Liste des titres | Liste des titres | Liste des titres | Liste des titres | Liste des titres | Liste des titres | Liste des titres |
| No               | Titre                                 | Interprètes                                     | Durée            |                  |                  |                  |                  |                  |                  |
| ---------------- | ------------------------------------- | ----------------------------------------------- | ---------------- | ---------------- | ---------------- | ---------------- | ---------------- | ---------------- | ---------------- |
| 1.               | Bellbottoms                           | Jon Spencer Blues Explosion                     | 5:17             |                  |                  |                  |                  |                  |                  |
| 2.               | Harlem Shuffle                        | Bob & Earl (en)                                 | 2:52             |                  |                  |                  |                  |                  |                  |
| 3.               | Egyptian Reggae                       | Jonathan Richman & The Modern Lovers            | 2:37             |                  |                  |                  |                  |                  |                  |
| 4.               | Smokey Joe's La La                    | Googie Rene                                     | 3:02             |                  |                  |                  |                  |                  |                  |
| 5.               | Let's Go Away for Awhile              | The Beach Boys                                  | 2:21             |                  |                  |                  |                  |                  |                  |
| 6.               | B-A-B-Y                               | Carla Thomas                                    | 2:57             |                  |                  |                  |                  |                  |                  |
| 7.               | Kashmere                              | Kashmere Stage Band                             | 4:57             |                  |                  |                  |                  |                  |                  |
| 8.               | Unsquare Dance                        | Dave Brubeck                                    | 2:00             |                  |                  |                  |                  |                  |                  |
| 9.               | Neat Neat Neat                        | The Damned                                      | 2:42             |                  |                  |                  |                  |                  |                  |
| 10.              | Easy (single version)                 | Commodores                                      | 4:16             |                  |                  |                  |                  |                  |                  |
| 11.              | Debora                                | T. Rex                                          | 3:19             |                  |                  |                  |                  |                  |                  |
| 12.              | Debra                                 | Beck                                            | 5:43             |                  |                  |                  |                  |                  |                  |
| 13.              | Bongolia                              | Incredible Bongo Band                           | 2:15             |                  |                  |                  |                  |                  |                  |
| 14.              | Baby Let Me Take You (In My Arms)     | The Detroit Emeralds (en)                       | 3:53             |                  |                  |                  |                  |                  |                  |
| 15.              | Early In The Morning                  | Alexis Korner                                   | 3:01             |                  |                  |                  |                  |                  |                  |
| 16.              | The Edge                              | David McCallum                                  | 2:54             |                  |                  |                  |                  |                  |                  |
| 17.              | Nowhere to Run                        | Martha and the Vandellas                        | 3:02             |                  |                  |                  |                  |                  |                  |
| 18.              | Tequila                               | The Button Down Brass                           | 3:32             |                  |                  |                  |                  |                  |                  |
| 19.              | When Something Is Wrong With My Baby  | Sam & Dave                                      | 3:16             |                  |                  |                  |                  |                  |                  |
| 20.              | Every Little Bit Hurts                | Brenda Holloway (en)                            | 2:57             |                  |                  |                  |                  |                  |                  |
| 21.              | Intermission                          | Blur                                            | 2:27             |                  |                  |                  |                  |                  |                  |
| 22.              | Hocus Pocus (original single version) | Focus                                           | 3:18             |                  |                  |                  |                  |                  |                  |
| 23.              | Radar Love (1973 single edit)         | Golden Earring                                  | 3:44             |                  |                  |                  |                  |                  |                  |
| 24.              | Never, Never Gonna Give Ya Up         | Barry White                                     | 4:51             |                  |                  |                  |                  |                  |                  |
| 25.              | Know How                              | Young MC                                        | 4:02             |                  |                  |                  |                  |                  |                  |
| 26.              | Brighton Rock                         | Queen                                           | 5:10             |                  |                  |                  |                  |                  |                  |
| 27.              | Easy                                  | Sky Ferreira                                    | 4:28             |                  |                  |                  |                  |                  |                  |
| 28.              | Baby Driver                           | Simon & Garfunkel                               | 3:16             |                  |                  |                  |                  |                  |                  |
| 29.              | Was He Slow (Credit Roll version)     | Kid Koala                                       | 1:47             |                  |                  |                  |                  |                  |                  |
| 30.              | Chase Me                              | Danger Mouse featuring Run the Jewels & Big Boi | 3:27             |                  |                  |                  |                  |                  |                  |
| 1:43:53          |                                       |                                                 |                  |                  |                  |                  |                  |                  |                  |

## Accueil

### Festivals et sorties
En août 2015, Sony Pictures Entertainment annonce la sortie américaine pour le 17 mars 2017, ensuite repoussée au 11 août 2017, puis avancée au 28 juin 2017. Le film est présenté au festival du film South by Southwest le 11 mars 2017.

### Accueil critique
Sur Rotten Tomatoes, le film obtient 93% d'opinions favorables pour 310 critiques et une note moyenne de 8,1/10. Sur Metacritic, il décroche une moyenne de 86/100, pour 52 critiques, obtenant ainsi la mention "Universal acclaim" en réussissant à n'obtenir que des avis positifs.
En France, l'accueil critique est positif : le site Allociné recense une moyenne des critiques presse de 3,7/5, et des critiques spectateurs à 4,2/5.

### Box-office
Baby Driver rencontre un succès commercial. Bien que la performance du film ait faibli en Chine, le film est performant sur les principaux marchés nord-américains et européens jusqu'à la fin de son exploitation en salles,,. Baby Driver a réalisé des gains de 107,8 millions $ aux États-Unis et au Canada et de 119,1 millions $ dans les autres territoires, pour un total mondial de 226,9 millions $, ce qui en fait le 42e long-métrage ayant engrangée le plus de recettes en 2017 et le film le plus rentable d'Edgar Wright à ce jour. Le partenariat entre TriStar et Media Rights Capital a recouvré son budget avec un bénéfice net de 51,5 millions $, en tenant compte des coûts de marketing et des autres dépenses. Le bouche-à-oreille favorable, ainsi que l'intérêt faiblissant pour les franchises à succès, sont considérés comme essentiels pour le succès de Baby Driver au box-office,.
Aux États-Unis, les sondages à la sortie montrent un fort potentiel commercial auprès de divers publics. Les sondages de CinemaScore menés au cours de la soirée d'ouverture ont révélé que le cinéphile moyen a attribué à Baby Driver était de A− sur une échelle de A + à F. Le public était pour la plupart plus jeunes. 52 % avaient moins de 25 ans et 57 % étaient des hommes. Les principales raisons invoquées pour voir le film étaient son action (44 %), les acteurs (26 %) et Wright (16 %). Les ventes avancées de billets à l'heure ont éclipsé celles de Transformers: The Last Knight. Les prévisions, tout en reconnaissant la réaction positive des médias et l'assistance du bouche à oreille pour Baby Driver, étaient en conflit sur la viabilité commerciale à long terme d’un film économique sur un marché extrêmement concurrentiel,. Le film a réalisé 5,7 millions $ le premier jour de sa sortie - incluant les 2,1 millions $ des avant-premières mardi soir - et une autre somme de 3,3 millions le jeudi suivant. Il a ensuite pris la deuxième place lors de son premier week-end d'exploitation avec 30 millions $ sur 3 226 salles de cinéma, la première place étant occupée par Moi, moche et méchant 3. Ce retour a dépassé les attentes de Sony pour le week-end et a marqué le meilleur démarrage d'un film réalisé par Edgar Wright aux États-Unis à ce jour,. La deuxième semaine d'exploitation aux États-Unis a vu le box-office baisser de 36,7 % pour atteindre 13 millions $ et le film engrange gagné 8,8 millions $ supplémentaires le week-end suivant. Le 14 août, le film a dépassé les 100 millions $. TriStar a ré-élargi la présence du film dans les salles de cinéma pour la semaine du 25 août, générant 1,2 million $ sur 1 074 salles de cinéma, soit une augmentation de 34 % par rapport à la semaine précédente. Baby Driver termine son exploitation en salles en Amérique du Nord le 19 octobre 2017.
Baby Driver est lancé sur 16 marchés internationaux entre le 28 juin et le 2 juillet 2017. Il se classe à la deuxième place pour le week-end derrière Moi, moche et méchant 3. Le Royaume-Uni représente la plus grande part du film avec 3,6 millions de £ (soit 4,6 millions de dollars) sur 680 salles,. Il a rapporté 1,8 million de dollars la deuxième semaine et au Royaume-Uni, la troisième semaine a été marquée par une baisse de 26 % du box-office. Selon les derniers chiffres, Baby Driver a rapporté 16,6 millions de dollars au Royaume-Uni. Lors de son week-end d'ouverture dans d'autres pays, il a gagné 3,7 millions de dollars en Australie, 1,7 million de dollars au Mexique, 1,7 million de dollars en France, 1,2 million de dollars en Allemagne, 1,2 million de dollars au Brésil, 843 000 dollars en Espagne et 620 000 dollars en Malaisie. Lors de son ouverture en Corée du Sud à la mi-septembre, Baby Driver a réalisé un bénéfice de 3,12 millions de dollars. Le 3 septembre, les recettes brutes internationales du film étaient supérieures à 102,2 millions de dollars.
En France, le long-métrage sort près d'un mois après la diffusion en salles américaine. Pour son premier jour à l'affiche, Baby Driver prend la seconde place des nouveautés le jour de sa sortie avec 52 509 entrées sur 296 copies le diffusant, dont 12 421 entrées à Paris, où il est projeté dans 48 salles. Pour son premier week-end, le film affiche 233 123 entrées. Lors de sa première semaine d'exploitation en salles, Baby Driver occupe la quatrième place du box-office durant cette période avec 302 528 entrées. Au fil des semaines, il perd peu d'entrées et reste dans le top 20 hebdomadaire durant les cinq semaines suivantes (il est diffusé jusqu'à 318 salles en cinquième semaine) avec 793 180 entrées enregistrée depuis sa sortie. Dans la semaine du 6 septembre 2017, Baby Driver ne perd que 13 % d'entrées cette semaine et totalise 825 855 entrées. Avec 834 165 entrées en fin d'exploitation, Baby Driver est le meilleur score d'Edgar Wright sur le territoire français.
| Pays ou région        | Box-office      | Date d'arrêt du box-office | Nombre de semaines |
| --------------------- | --------------- | -------------------------- | ------------------ |
| États-Unis            | 107 825 862 $   | 19 octobre 2017            | 17                 |
| France                | 834 165 entrées | 3 octobre 2017             | 12                 |
| Total hors États-Unis | 119 119 225 $   | –                          | –                  |
| Total mondial         | 226 945 087 $   | 19 octobre 2017            | 17                 |

## Distinctions
| Liste des distinctions                        | Liste des distinctions | Liste des distinctions                                      | Liste des distinctions                                                                                             | Liste des distinctions | Liste des distinctions |
| Récompense                                    | Date de la cérémonie   | Catégorie                                                   | Récipiendaire(s)                                                                                                   | Résultat               | Ref.                   |
| --------------------------------------------- | ---------------------- | ----------------------------------------------------------- | --- | ---------------------- | ---------------------- |
| Oscars du cinéma                              | 4 mars 2018            | Meilleur montage                                            | Paul Machliss (en) et Jonathan Amos                                                                                | Nomination             | [ 75 ]                 |
| Oscars du cinéma                              | 4 mars 2018            | Meilleur montage de son                                     | Julian Slater | Nomination             | [ 75 ]                 |
| Oscars du cinéma                              | 4 mars 2018            | Meilleur mixage de son                                      | Tim Cavagin, Mary H. Ellis et Julian Slater                                                                        | Nomination             | [ 75 ]                 |
| Alliance of Women Film Journalists            | 9 janvier 2018         | Meilleur montage                                            | Paul Machliss et Jonathan Amos                                                                                     | Nomination             | [ 76 ]                 |
| American Cinema Editors                       | 26 janvier 2018        | Meilleur montage pour un film musical ou une comédie        | Paul Machliss et Jonathan Amos                                                                                     | Nomination             | [ 77 ]                 |
| British Academy Film Awards                   | 18 février 2018        | Meilleur montage                                            | Paul Machliss et Jonathan Amos                                                                                     | Lauréat                | [ 78 ]                 |
| British Academy Film Awards                   | 18 février 2018        | Best Sound                                                  | Tim Cavagin, Mary H. Ellis and Julian Slater                                                                       | Nomination             | [ 78 ]                 |
| Casting Society of America                    | 18 janvier 2018        | Big Budget – Drama                                          | Francine Maisler and Meagan Lewis                                                                                  | Nomination             | [ 79 ]                 |
| Chicago Film Critics Association              | 12 décembre 2017       | Meilleur montage                                            | Paul Machliss et Jonathan Amos                                                                                     | Lauréat                | [ 80 ]                 |
| Cinema Audio Society Awards                   | 24 février 2018        | Motion Picture — Live Action                                | Mark Appleby, Tim Cavagin, Gareth Cousins, Mary H. Ellis, Glen Gathard et Julian Slater                            | Nomination             | [ 81 ]                 |
| Critics' Choice Movie Awards                  | 11 janvier 2018        | Meilleur montage                                            | Paul Machliss et Jonathan Amos                                                                                     | Lauréat                | [ 82 ]                 |
| Critics' Choice Movie Awards                  | 11 janvier 2018        | Meilleur film d'action                                      | Baby Driver | Nomination             | [ 82 ]                 |
| Detroit Film Critics Society                  | 7 décembre 2017        | Meilleur utilisation musicale                               | Baby Driver | Lauréat                | [ 83 ]                 |
| Empire Awards                                 | 18 mars 2018           | Meilleur réalisateur                                        | Edgar Wright | Nomination             | [ 84 ] [ 85 ]          |
| Empire Awards                                 | 18 mars 2018           | Révélation masculine                                        | Ansel Elgort | Nomination             | [ 84 ] [ 85 ]          |
| Empire Awards                                 | 18 mars 2018           | Meilleur thriller                                           | Baby Driver | Nomination             | [ 84 ] [ 85 ]          |
| Empire Awards                                 | 18 mars 2018           | Meilleurs décors                                            | Baby Driver | Lauréat                | [ 84 ] [ 85 ]          |
| Empire Awards                                 | 18 mars 2018           | Meilleure bande originale                                   | Baby Driver | Lauréat                | [ 84 ] [ 85 ]          |
| Georgia Film Critics Association              | 12 janvier 2018        | Meilleur film                                               | Baby Driver | Nomination             | [ 86 ]                 |
| Georgia Film Critics Association              | 12 janvier 2018        | Meilleur film                                               | Edgar Wright | Nomination             | [ 86 ]                 |
| Georgia Film Critics Association              | 12 janvier 2018        | Oglethorpe Award for Excellence in Georgia Cinema           | Edgar Wright | Lauréat                | [ 86 ]                 |
| Golden Globe Awards                           | 7 janvier 2018         | Meilleur acteur dans un film musical ou une comédie         | Ansel Elgort | Nomination             | [ 87 ]                 |
| Golden Reel Awards                            | 18 février 2018        | Outstanding Achievement in Sound Editing – Music Score      | Julian Slater et Bradley Farmer                                                                                    | Nomination             | [ 88 ]                 |
| Golden Reel Awards                            | 18 février 2018        | Outstanding Achievement in Sound Editing – Dialogue / ADR   | Julian Slater and Dan Morgan                                                                                       | Nomination             | [ 88 ]                 |
| Golden Reel Awards                            | 18 février 2018        | Outstanding Achievement in Sound Editing – Effects / Foley  | Julian Slater, Jeremy Price, Martin Cantwell, Arthur Graley, Rown Watson, Peter Hanson, Zoe Freed and Peter Burgis | Nomination             | [ 88 ]                 |
| Golden Tomato Awards                          | 3 janvier 2018         | Meilleur sortie large de 2017                               | Baby Driver | 7e place               | [ 89 ]                 |
| Golden Tomato Awards                          | 3 janvier 2018         | Meilleur film d'action de 2017                              | Baby Driver | Lauréat                | [ 89 ]                 |
| IndieWire Critic's Poll                       | 19 décembre 2016       | Le plus attendu en 2017                                     | Baby Driver | Nomination             | [ 90 ]                 |
| Location Managers Guild Awards                | 7 avril 2018           | Lieux remarquables dans un film contemporain                | Doug Dresser, Kyle Hinshaw                                                                                         | Lauréat                | [ 91 ]                 |
| Location Managers Guild Awards                | 7 avril 2018           | Outstanding Film Commission                                 | Atlanta Mayor's Office of Film & Entertainment                                                                     | Lauréat                | [ 91 ]                 |
| London Film Critics' Circle                   | 28 janvier 2018        | Technical Achievement Award                                 | Darrin Prescott (stunts)                                                                                           | Nomination             | [ 92 ]                 |
| Make-Up Artists and Hair Stylists Guild (en)  | 24 février 2018        | Meilleur maquillage contemporain dans un film               | Fionagh Cush et Phyllis Temple                                                                                     | Nomination             | [ 93 ]                 |
| National Board of Review                      | 4 janvier 2018         | Top Ten Films                                               | Baby Driver | Lauréat                | [ 94 ]                 |
| New York Film Critics Online                  | 10 décembre 2017       | Meilleur utilisation musicale                               | Baby Driver | Lauréat                | [ 95 ]                 |
| NME Awards                                    | 14 février 2018        | Meilleur film                                               | Baby Driver | Lauréat                | [ 96 ]                 |
| Online Film Critics Society                   | 28 décembre 2017       | Meilleur montage                                            | Paul Machliss et Jonathan Amos                                                                                     | Finaliste              | [ 97 ] [ 98 ]          |
| San Diego Film Critics Society                | 11 décembre 2017       | Meilleur montage                                            | Paul Machliss et Jonathan Amos                                                                                     | Lauréat                | [ 99 ]                 |
| San Diego Film Critics Society                | 11 décembre 2017       | Meilleure utilisation musicale                              | Baby Driver | Lauréat                | [ 99 ]                 |
| San Francisco Film Critics Circle Awards      | 10 décembre 2017       | Meilleur montage                                            | Paul Machliss et Jonathan Amos                                                                                     | Lauréat                | [ 100 ]                |
| Satellite Awards                              | 10 février 2018        | Meilleur montage                                            | Paul Machliss et Jonathan Amos                                                                                     | Nomination             | [ 101 ]                |
| Saturn Awards                                 | 27 juin 2018           | Meilleur film d'action ou aventure                          | Baby Driver | Nomination             | [ 102 ]                |
| Screen Actors Guild Awards                    | 21 janvier 2018        | Meilleure performance d'une équipe de cascades dans un film | Baby Driver | Nomination             | [ 103 ]                |
| Seattle Film Critics Society                  | 18 décembre 2017       | Meilleur montage                                            | Paul Machliss et Jonathan Amos                                                                                     | Nomination             | [ 104 ]                |
| St. Louis Film Critics Association            | 17 décembre 2017       | Meilleur montage                                            | Paul Machliss et Jonathan Amos                                                                                     | Lauréat                | [ 105 ]                |
| St. Louis Film Critics Association            | 17 décembre 2017       | Meilleure bande originale                                   | Baby Driver | Lauréat                | [ 105 ]                |
| St. Louis Film Critics Association            | 17 décembre 2017       | Best Scène                                                  | Baby goes for coffee (opening credits)                                                                             | Finaliste              | [ 105 ]                |
| Washington D.C. Area Film Critics Association | 8 décembre 2017        | Meilleur montage                                            | Paul Machliss et Jonathan Amos                                                                                     | Lauréat                | [ 106 ]                |